# لائورا بلی
لائورا بلی (ایتالیایی: Laura Belli؛ زادهٔ ۱۱ نوامبر ۱۹۴۷) بازیگر، کارگردان فیلم، فیلم‌نامه‌نویس و خواننده اهل ایتالیا است.
از فیلم‌ها یا مجموعه‌های تلویزیونی که وی در آن‌ها نقش داشته است می‌توان به گاما اشاره نمود.